# Paavo Nurmi
Paavo Johannes Nurmi, (Turku, 13. lipnja 1897. – Helsinki, 2. listopada 1973.), finski atletičar, ostao je poznat u povijesti sporta kao "leteći Finac" i najveći dugoprugaš svih vremena. Od 1922. do 1931. Paavo Nurmi poboljšao je sve svjetske rekorde na stazama od 1.500 do 20.000 metara, ukupno je 25 puta rušio svjetske rekorde. Legendom je postao još dok je bio živ: prvi je sportaš kojemu je za života podignut spomenik. Bio je specifična ličnost, šutljiv, povučen, ničim se nije previše isticao, osim svojom veličinom na atletskoj stazi. Trenirao je trčeći sam, a zvali su ga čovjek sa štopericom, jer je, i na treninzima i na utrci, njegov glavni protivnik najčešće bilo – vrijeme.

## Karijera
Rođen u Turku, u Finskoj, Nurmi je tijekom dvadesetih godina XX stoljeća zajedno sa svojim sunarodnjacima Hannesom Kolehmainenom i Villeom Ritolom tvorio nepobjedivu grupu koja je dominirala srednje i dugoprugaškim atletskim natjecanjima u sklopu Olimpijskih igara 1920., 1924. i 1928. godine, pobjeđujući i deklasirajući nevjerojatnom superiornošću čitavu tadašnju međunarodnu konkurenciju.
Na Olimpijskim igrama 1920. u Antwerpenu, 1924. u Parizu i 1928. u Amsterdamu Paavo Nurmi je osvojio ukupno devet zlatnih i tri srebrne olimpijske medalje. Podvig koji je obilježio njegovu karijeru i ušao u olimpijsku legendu postignut je na Igrama u Parizu, kad je osvojio pet (5) zlatnih medalja, a kruna tih Igara su njegove antologijske pobjede, 10. srpnja 1924. godine, na 1500 i 5000 m, koje je ostvario (izvori se tu razlikuju) u razmaku od, negdje stoji 30-ak, negdje 50, ali nikako više od 90 minuta. Nakon Nurmija, jedini atletičar koji je uspio na jednim Olimpijskim igrama pobijediti na 1500 i 5000 m, postao je marokanski atletičar Hicham El Guerrouj, na Igrama u Ateni, 2004., ali za razliku od Nurmija, ne u istom danu. Namjeravao se natjecati i na  Olimpijskim igrama u Los Angelesu, 1932 godine, i to u maratonu ali je odlukom nadležnih instanci MOO-a, u skladu s onovremenim krutim amaterskim načelima, bio doživotno diskvalificiran jer je ustanovljeno da je 1925. godine, za 55 nastupa u dvoranama diljem Amerike, naplatio više od 250.000 dolara, za ono vrijeme basnoslovan novac. Uoči Olimpijskih igara u Helsinkiju,1952 Međunarodni olimpijski odbor rehabilitirao je Nurmija, a Finci su mu dodijelili čast da zapali olimpijski plamen.
Kad je umro 1973. godine, u Helsinkiju je ovom, možda najpoznatijem Fincu u povijesti, priređen pogreb sa svim državnim počastima. Njegov spomenik, koji dominira pred Olimpijskim stadionom u Helsinkiju, zauvijek će ostati podsjetnik na jednog od najdominantnijih i najvećih sportaša XX stoljeća.

## Olimpijske medalje
- 1920. – OI, 3 zlatne medalje (10,000 m, cross country pojedinačno i cross country momčadski) i 1 srebrna medalja (5000m)
- 1924. – OI, 5 zlatnih medalja ( 1500 m, 5000 m, cross country pojedinačno, 3000 m momčadski i cross country momčadski)
- 1928. – OI, 1 zlatna medalja (10000 m) i 2 srebrne medalje (5000 m i 3000 m sa zaprekama)

## Osobni rekordi
(svi osobni rekordi bili su u trenutku postizanja – svjetski rekordi)
- 1500 m: 3:52,6 (1924.)
- 2000 m: 5:24,6 (1927.)
- 3000 m: 8:20,4 (1926.)
- 5000 m: 14:28,2 (1924.)
- 10 000 m: 30:06,2 (1924.)
- 15 000 m: 46:49,6 (1928.)
- 20 000 m: 1.04:38,4 (1930.)
- 1 sat: 19 210 m (1928.)
- 1 milja: 4:10,4 (1923.)
- 2 milje: 8:59,6 (1931.)
- 3 milje: 14:11,2 (1923.)
- 4 milje: 19:15,4 (1924.)
- 5 milja: 24:06,2 (1924.)
- 6 milja: 29:36,4 (1930.)
- Štafeta 4 × 1500 m: 16:11,4 (1926.)